# Herb Oslo

Herb Oslo

Herb Oslo przedstawia patrona miasta, św. Halvarda, który przygotowując się, w roku 1043, do przekroczenia Drammenfjordu spotkał kobietę, która poprosiła go o ratunek przed ścigającymi ją mężczyznami. Ci jednak spotkawszy ich wpadli w furię i zabili oboje z łuków. Kobietę pochowali na plaży jednak ciało Halvarda zostało przywiązane do koła młyńskiego i wrzucone do morza. W jednej z dwóch wersji legendy ciało cudownie wypłynęło i zbrodnia w ten sposób została wykryta. Inna mówi, że bratankowie Halvarda wydostali jego ciało z fiordu. 
Po tej śmierci Halvard został świętym oraz patronem Oslo. Opisane wydarzenia znajdują odbicie w tarczy. Koło młyńskie w prawej dłoni Halvarda, strzały w lewej oraz sylwetka nagiej kobiety u dołu.
Dokoła tarczy łacińskie motto - Unanimiter et constanter Oslo - Zjednoczone i stałe (niezmienne, ciągłe) Oslo.  
Herb przyjęty został w 1892 roku.
Oslo jest jedynym miastem w Norwegii, które nie używa tradycyjnej tarczy herbowej, ale tarczy okrągłej.